# Manda Nilsénius
Manda Malina Nilsénius, född 6 juli 1994 i Bjärred, Lomma kommun i dåvarande Malmöhus län, är en svensk sångerska och låtskrivare. Hon är bosatt i Los Angeles. 
Nilsénius medverkade  i X Factor Sverige 2012, där hon nådde sjunde plats. Hennes första singel "Sweetest Heartbreak" gavs ut 2013 och hamnade etta på iTunes topplista.[källa behövs]
Hon deltog i Melodifestivalen 2014 med låten "Glow" under artistnamnet Manda i den andra deltävlingen i Cloetta Center i Linköping den 8 februari. Hon gav sedan ut singeln "Criminals" samt en musikvideo till låten under 2014.
Hon släppte sitt debutalbum ladylove i augusti 2023. 
2023 gifte Manda sig med skådespelaren Elena Heuzé.

## Diskografi

### Singlar
- 2013 - Sweetest Heartbreak
- 2014 - Glow
- 2014 - Criminals
- 2014 - Love-a-holic
- 2020 - Loved By You
- 2022 - Fuck myself
- 2022 - Her Ocean
- 2022 - Her ocean (genderqueer version)
- 2022 - Bow on top
- 2023 - slowly
- 2023 - stereotype
- 2023 - love myself
- 2023 - crybaby
- 2023 - girl in the mirror
- 2023 - shirtless
- 2023 - meow
- 2024 - paperheart
- 2024 - raindrops (on your pillow)

### Album
- 2023 - ladylove